# Поркі
«Поркі» (англ. Porky's) — культовий американський комедійний фільм 1981 року про витівки підлітків у вигаданій старшій школі на Ангельському Пляжі у Флориді в 1954 році. Вийшов у США 1981 року з рейтингом R, мав два продовження: «Бар Поркі 2 Наступний день» (1983), «Помста Поркі!» (1985), ремейк «Pimpin 'Pee Wee» (2009), та відеогру «Поркі» (1983). Фільм сильно вплинув на майбутніх творців молодіжних комедій і жанр загалом.
22 травня 2007 р. 20th Century Fox Home Entertainment випустила всі три фільми у вигляді «Ultimate Collection».
У 2002 р. Говард Стерн придбав права на рімейк. Потенціальний рімейк зіткнувся з неприємностями з законом в 2011-му, коли дві інші виробничі компанії заявили, що тільки вони володіють правами на франшизу.

## Сюжет
Група флоридських старшокласників планують втратити цнотливість. Вони йдуть до нічного клубу Поркі, вважаючи, що зможуть найняти повію, щоб задовольнити свої сексуальні бажання. Поркі бере їх гроші, але принижує школярів, викидаючи за межі закладу. Коли група вимагає свої гроші назад, шериф, який виявляється братом Поркі, приїжджає, щоб відігнати їх, розбиває фару на автомобілі, забирає всі гроші і підліткам доводиться відступити. Один з групи друзів, Мікі, намагається помститися Поркі і його братові шерифу, не дивлячись на поради друзів не робити цього. Мікі повертається весь побитий.
Після спортивних тренувань хлопці підглядають за дівчатами у душі. Один з ник на прізвисько Крихітка не витримує і викрикує, щоб велика дівчина яка собою закрила собою йому отвір відійшла. Це видає хлопців. Дівчата починають з ними спілкуватись, намагаючись вгадати хто там. В ході своїх жартів один з хлопців просовує крізь отвір свого піструна. В цей момент входить тренерка. Вона намагається впіймати порушника, йому ледь вдається втекти. Проте тренерка не здається, вона йде до директора, з проханням роздягти декілька хлопців, щоб вона змогла впізнати порушника. Після жарту одного з хлопців, що краще викликати поліцію для створення фоторобота директор тільки розсміявся. Тренерка йде ні з чим.
Тим часом друг обманутих Поркі хлопців придумав план як йому помститися. В кінці фільму підлітки ламають Бар Поркі, тікають до свого округу, де вже шериф цього округу ламає брату поркі фару, пробиває шину та наказує забиратися. В кінці також виявляється, що один з хлопців побився об заклад з Венді Вільям, у разі якщо все вдасться, то вона повинна буде переспати з Крихіткою, що і відбувається.

## У ролях
- Ден Монаган — Едвард «Пі Ві» Морріс
- Вайєт Найт — Томмі Тернер
- Марк Герір — Біллі Маккарті
- Роджер Вілсон — Міккі Джарвіс
- Тоні Ґаніос — Ентоні «Міт» Туперелло
- Кирил О'Райлі — Тім Кавано
- Кекі Гантер — Венді Вільямс
- Скотт Коломбі — Брайан Шварц
- Ненсі Парсонс — місіс Белбрікер
- Бойд Ґайнес — тренер Бракетт
- Білл Гайндмен — тренера Гудено
- Ерік Крістмас — містер Картер
- Кім Кетролл — місіс Гонівелл
- Чак Мітчелл — Поркі
- Арт Гіндл — Тед Джарвіс
- Алекс Каррас — Шериф
- Сьюзан Кларк — Черрі Форевер
- Рід Болл — Стів
- Джек Мулачай — Френк Белл
- Ліза О'Рейлі — Джіні
- Алі Сіммонс — Джекі

## Історія створення
Режисер Боб Кларк задумав ідею фільму ще у 1972 році. Основою для сюжету стали його пригоди в школі з життя. Коли Боб Кларк захворів на Монуклеоз, він продиктував історію другу Роджеру Суейбіллу. 1979 року був написаний сценарій. Кожна студія в Голлівуді відмовилася від проєкту. Зрештою Боб Кларк отримав фінансування у Melvin Simon Productions та канадської фірми Astro Bellevue Pathe. Фільм знімали в Канаді, щоб отримати податкові пільги. Бюджет складав всього 5 мільйонів доларів.

## Випуск
13 листопада 1981 року фільм показали у місті Колумбія (штат Південна Кароліна), та Колорадо-Спрінгз (штат Колорадо). 19 березня 1982 фільм вийшов на широкі екрани з рейтингом R.
1 лютого 1982 року фільм заборонили в Ірландії, згодом заборона була скасована.

## Касові збори
Фільм став найкасовішим в історії Канади, зібравши понад 130 мільйонів доларів.